# کلاسکای ساپو
کلاسکای ساپو (انگلیسی: Klasky Csupo) شرکت سرگرمی آمریکایی است، که در سال ۱۹۸۱ تأسیس شد.